# Manivela

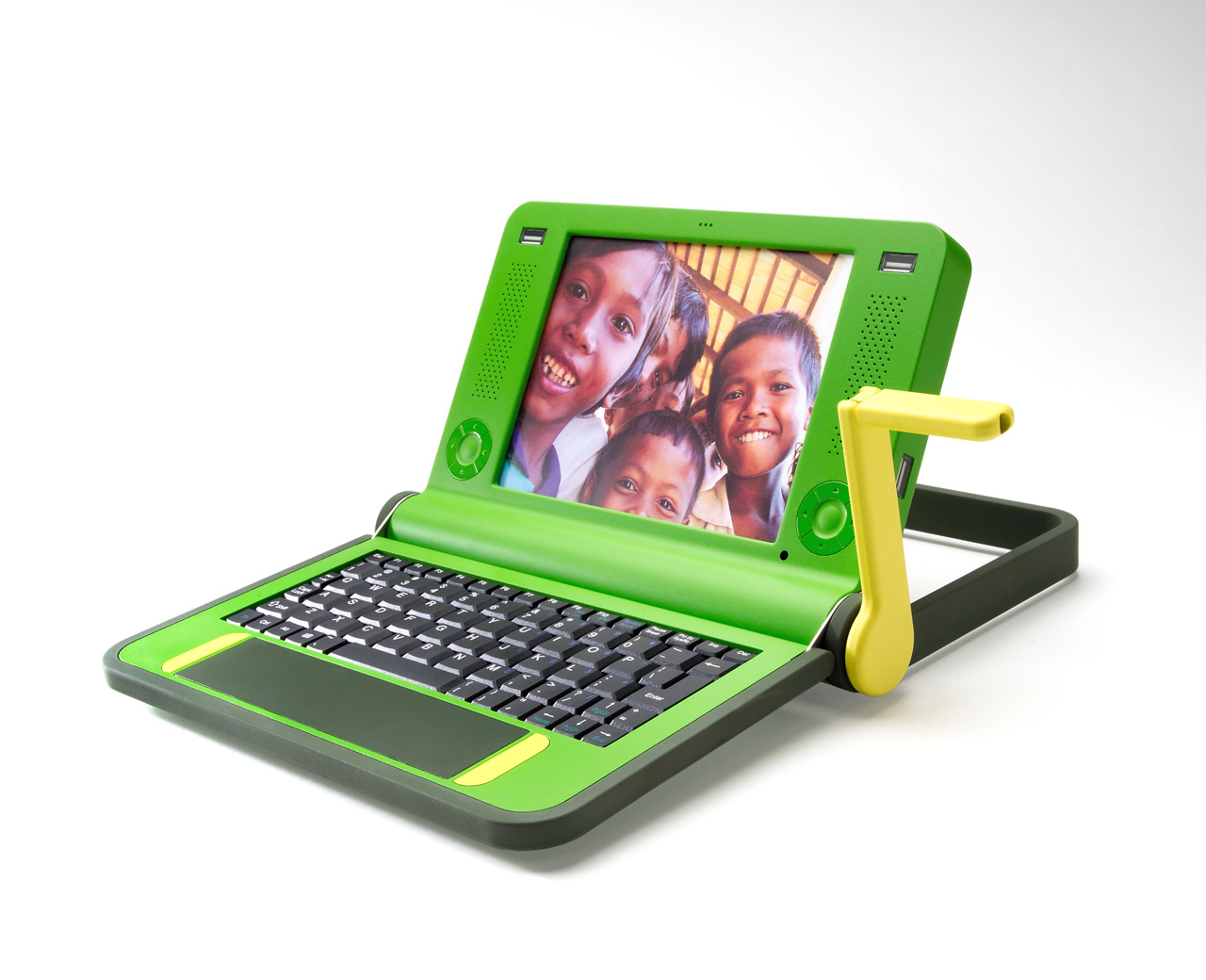
Ordenador con manivela

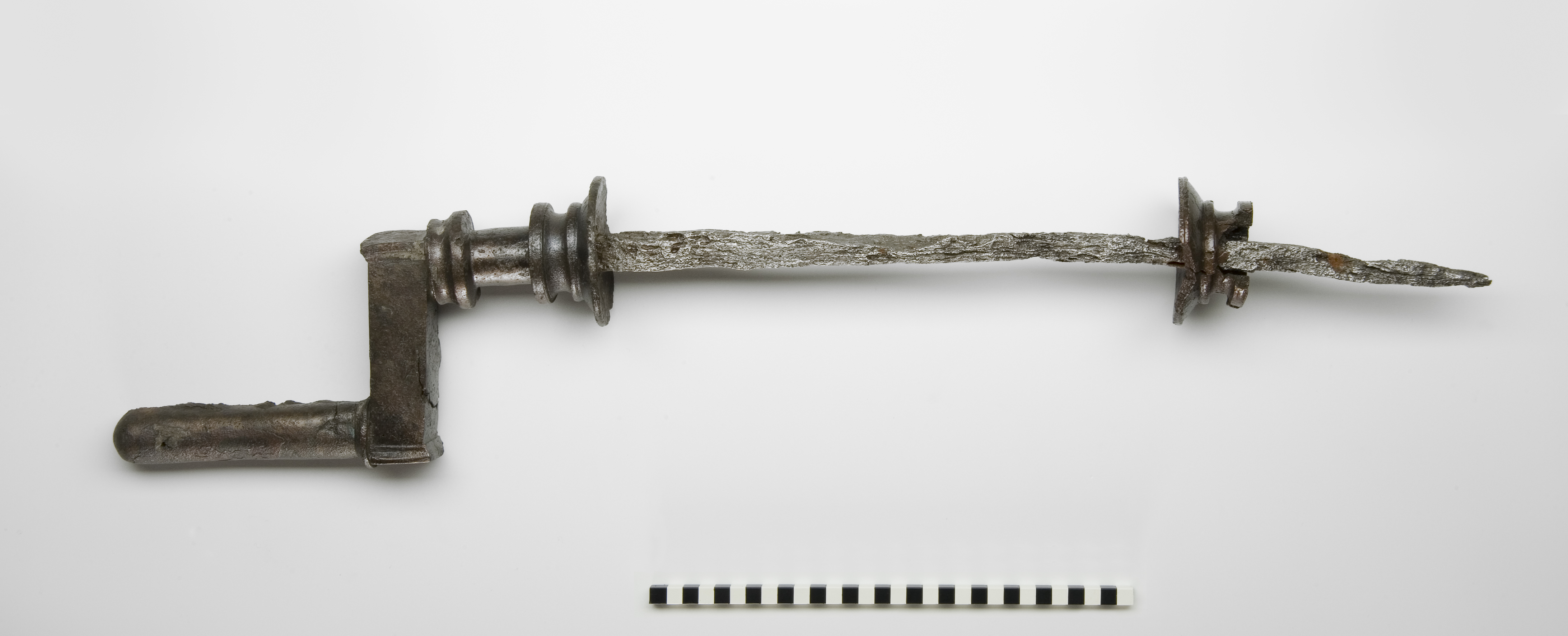
Antigua manivela de hierro romano procedente de Augusta Raurica, Suiza

En mecánica, la manivela es un elemento de máquina que transmite movimiento de un elemento a otro de un mecanismo, pivotando un extremo en un eje y rotando el otro como palanca de segundo grado.
Es una pieza normalmente de hierro, compuesta de dos ramas, una de las cuales se fija por un extremo al eje de una máquina, de una rueda, etc. y la otra se utiliza a modo de mango que sirve para hacer girar el eje, la máquina o la rueda. Puede servir también para efectuar la transformación inversa del movimiento circular en movimiento rectilíneo. Cuando se incorporan varias manivelas a un eje, este se denomina cigüeñal.
El mecanismo de biela y manivela es extensamente empleado en diversas máquinas, fundamentalmente para transformar el movimiento alternativo de los pistones de un motor de combustión interna en movimiento rotatorio de otros componentes.
La ecuación de equilibrio de una manivela es:
{\displaystyle M=F.D}
El esfuerzo que transmite una manivela cumple la ecuación de equilibrio de las palancas; y se ve que en cada uno de los lados de la igualdad se obtiene un valor que resulta de multiplicar una fuerza por su distancia al punto de giro. Este proceso se denomina «movimiento».

## Uso
- Berbiquí
- Juego de manivelas
- Cigüeñal